# Kuhn Ø
Kuhn Ø är en ö i Tunu på Grönland. Dess yta är 634 km2. Den hade inga invånare år 2005.